# Republika Škid
Republika Škid byla chlapecká terezínská samospráva na domově 1 v L417. Byla pojmenována podle stejnojmenné knihy Grigorije Bělycha (1906–1938) a Leonida Pantělejeva (pseudonym, pův. jménem Alexej Ivanovič Jeremejev, 1908–1987). V rámci ní se chlapci podíleli na organizaci svého života v ghettu a učili se vzájemně si pomáhat a mít se rádi. Měli i vlastní znak a hymnu. Problémy se v kolektivu čtrnácti až šestnáctiletých kluků okamžitě řešily a probíraly. V samosprávě bylo mnoho nadaných chlapců, kteří díky Republice Škid mohli rozvíjet své talenty a zapomenout na život v Terezíně za války a najít smysl sám v sobě. "Škidovci" vydávali také časopis Vedem, ve kterém psali básně a příběhy, reportáže o životě v ghettu a o domově L417 a také rozhovory s různými lidmi, např. Toulky Terezínem, které napsal Petr Ginz.